# Diócesis de Santiago de María
La diócesis de Santiago de María (en latín: Dioecesis Sancti Iacobi de Maria) es una circunscripción eclesiástica de la Iglesia católica en El Salvador. Se trata de una diócesis latina, sufragánea de la arquidiócesis de San Salvador. Desde el 4 de enero de 2016 su obispo es William Ernesto Iraheta Rivera.

## Territorio y organización
La diócesis tiene 2868 km² y extiende su jurisdicción sobre los fieles católicos de rito latino residentes en el departamento de Usulután y en los municipios de: Chapeltique, Ciudad Barrios, Lolotique y Sesori del departamento de San Miguel.
La sede de la diócesis se encuentra en la ciudad de Santiago de María, en donde se halla la Catedral de Santiago Apóstol.
En 2022 en la diócesis existían 42 parroquias agrupadas en 5 vicarías.

## Historia
La diócesis fue erigida el 2 de diciembre de 1954 con la bula Eius vestigia del papa Pío XII, obteniendo el territorio de la diócesis de San Miguel.

## Estadísticas
Según el Anuario Pontificio 2023, la diócesis tenía a fines de 2022 un total de 330 000 fieles bautizados.
| Año                                                                             | Población            | Población | Población      | Sacerdotes | Sacerdotes    | Sacerdotes    | Bautizados por sacerdote | Diáconos permanentes | Religiosos | Religiosos | Parroquias |
| Año                                                                             | Bautizados católicos | Total     | % de católicos | Total      | Clero secular | Clero regular | Bautizados por sacerdote | Diáconos permanentes | Varones    | Mujeres    | Parroquias |
| ------------------------------------------------------------------------------- | -------------------- | --------- | -------------- | ---------- | ------------- | ------------- | ------------------------ | -------------------- | ---------- | ---------- | ---------- |
| 1966                                                                            | 300 000              | 310 000   | 96.8           | 29         | 15            | 14            | 10 344                   |                      | 14         | 13         | 19         |
| 1970                                                                            | 311 099              | 327 473   | 95.0           | 14         | 14            |               | 22 221                   |                      |            |            | 19         |
| 1976                                                                            | 353 990              | 389 000   | 91.0           | 24         | 15            | 9             | 14 749                   |                      | 11         | 12         | 20         |
| 1980                                                                            | 463 125              | 487 500   | 95.0           | 27         | 14            | 13            | 17 152                   |                      | 14         | 30         | 22         |
| 1990                                                                            | 587 000              | 617 000   | 95.1           | 30         | 23            | 7             | 19 566                   |                      | 7          | 50         | 24         |
| 1999                                                                            | 587 000              | 734 000   | 80.0           | 45         | 39            | 6             | 13 044                   |                      | 8          | 68         | 32         |
| 2000                                                                            | 597 000              | 747 000   | 79.9           | 49         | 45            | 4             | 12 183                   |                      | 6          | 68         | 34         |
| 2001                                                                            | 400 000              | 500 000   | 80.0           | 52         | 48            | 4             | 7692                     |                      | 6          | 67         | 36         |
| 2002                                                                            | 400 000              | 500 000   | 80.0           | 53         | 48            | 5             | 7547                     |                      | 7          | 67         | 37         |
| 2003                                                                            | 400 000              | 500 000   | 80.0           | 57         | 52            | 5             | 7017                     |                      | 7          | 67         | 37         |
| 2004                                                                            | 400 000              | 500 000   | 80.0           | 57         | 52            | 5             | 7017                     |                      | 8          | 70         | 38         |
| 2010                                                                            | 440 000              | 551 000   | 79.9           | 65         | 61            | 4             | 6769                     |                      | 5          | 77         | 39         |
| 2014                                                                            | 449 700              | 563 000   | 79.9           | 85         | 80            | 5             | 5290                     |                      | 7          | 81         | 40         |
| 2017                                                                            | 459 000              | 574 000   | 80.0           | 91         | 86            | 5             | 5043                     |                      | 7          | 81         | 40         |
| 2020                                                                            | 325 400              | 504 200   | 64.5           | 80         | 75            | 5             | 4067                     |                      | 36         | 64         | 42         |
| 2022                                                                            | 330 000              | 510 000   | 64.7           | 88         | 83            | 5             | 3750                     |                      | 36         | 64         | 42         |
| Fuente: Catholic-Hierarchy, que a su vez toma los datos del Anuario Pontificio. |                      |           |                |            |               |               |                          |                      |            |            |            |

## Episcopologio
- Francisco José Castro y Ramírez † (15 de noviembre de 1956-29 de mayo de 1974 falleció)
- San Óscar Arnulfo Romero y Galdámez † (15 de octubre de 1974-3 de febrero de 1977 nombrado arzobispo de San Salvador)
- Arturo Rivera Damas, S.D.B. † (19 de septiembre de 1977-28 de febrero de 1983 nombrado arzobispo de San Salvador)
- Rodrigo Orlando Cabrera Cuéllar † (23 de diciembre de 1983-4 de enero de 2016 retirado)
- William Ernesto Iraheta Rivera, desde el 4 de enero de 2016